# Vodopadni (Irkutsk)
|  | Per a altres significats, vegeu «Vodopadni». |

Vodopadni (en rus: Водопадный) és un poble (possiólok) de l'óblast d'Irkutsk, a Rússia, que el 2010 tenia 204 habitants.